# 有坂銃
有坂銃（ありさかじゅう）とは、日本のボルトアクション方式の軍制式小銃の系列であり、それまでの村田銃系列の小銃を更新する為に1897年より製造が始まり、第二次世界大戦が終結する1945年まで製造された一連の小銃をさす。欧米圏ではアリサカ・ライフル (Arisaka rifle) とも呼ぶ。最も一般的な有坂銃は6.5×50mmセミリムドの三十八年式実包を用いる三八式歩兵銃及び、現代の.308ウィンチェスター弾に匹敵する威力を持つ7.7×58mmリムレスの九九式実包を用いる九九式短小銃である。九九式及び他の多くの有坂銃の亜種は、ほとんどは連合国軍最高司令官総司令部の命令により廃棄処分されたが、何千挺かはアメリカ軍とソ連軍の兵士の手により戦地にて鹵獲され、戦利品として第二次大戦後にアメリカ合衆国とロシアへともたらされた。

## 歴史

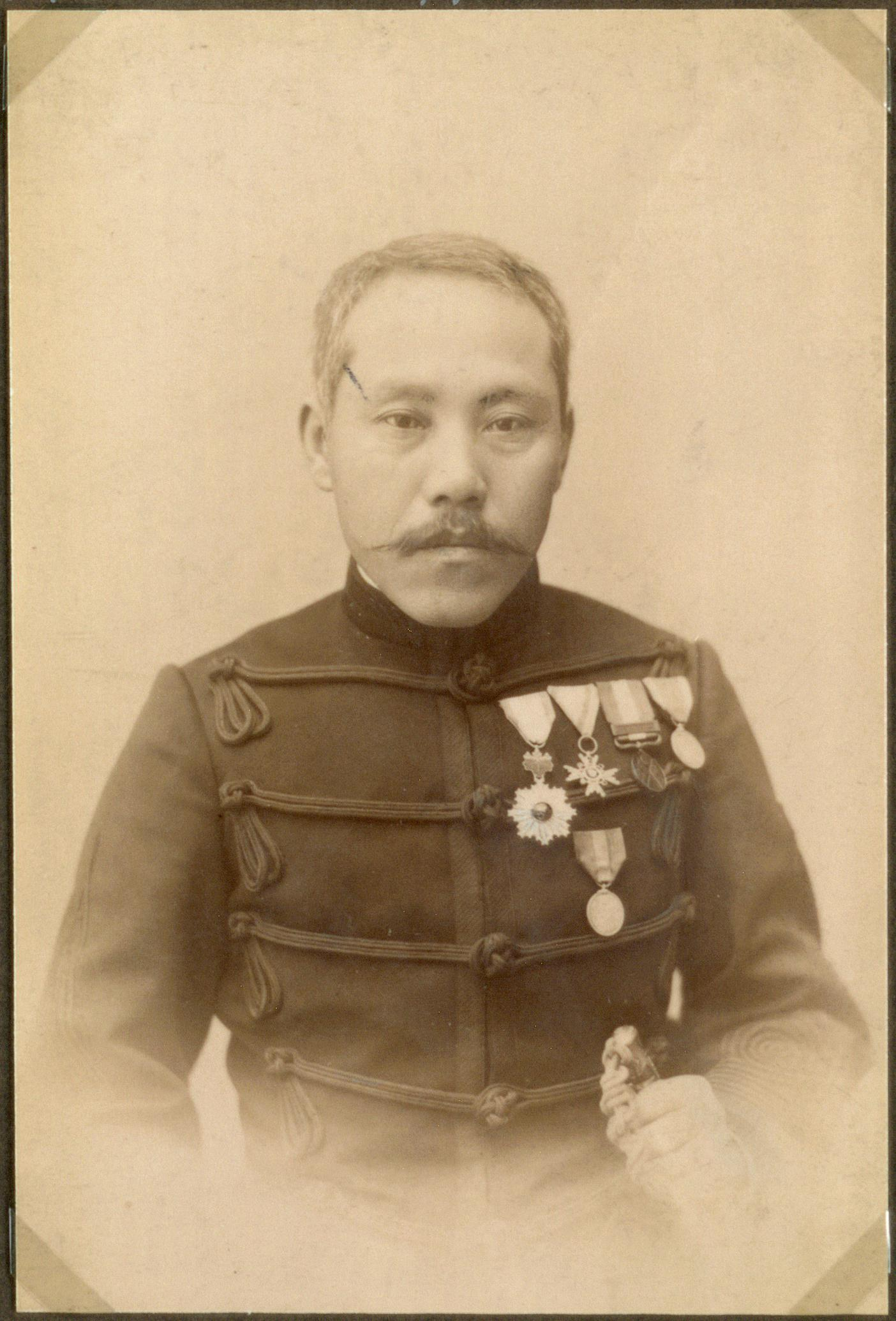
有坂銃の設計者、有坂成章

有坂銃は有坂成章大佐（後年中将に昇進）により設計され、1907年、彼はこの功績により明治天皇から男爵位を与えられた。有坂銃は様々な戦争の間に幾多の改良や派生型の開発が行われた。その1つが6.5mm実包の三八式から、より大口径の7.7mm実包の九九式への移行であり、もう1つは、2つの主要部分に分解可能な、空挺兵が空挺作戦に携行する為のテイクダウンライフルの開発であった。

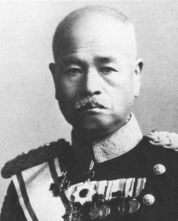
有坂銃の改良者、南部麒次郎

戦後の素材調査により、有坂銃のボルト(槓桿)とレシーバー(機関部)は、SAE鋼材規格 No.1085に類似した0.80%から0.90%の炭素、0.60%から0.90%のマンガンを含む炭素鋼である事が判明し、破壊試験において有坂銃はスプリングフィールドM1903、リー・エンフィールド、モーゼルのどれよりも強度が高い事が証明された。初期に生産された九九式は、伏撃ちでの命中精度を高める目的でワイヤー製のモノポッド(単脚)が装備され、リアサイト(照門)には航空機への対空射撃に適した角度を執る為の水平照尺が装備された。第二次世界大戦末期の終末(代用)型(ラストディッチ・モデル)は製造コストの削減の為に様々な変更が行われ、旧日本軍の末期の装備を象徴する物となった。例えば、初期生産型の卵形のボルトハンドルはより小さく実利的な円筒形に変更され、銃身(バレル)の上のハンドガードは省略された。また、照門は固定式のオープンサイトとされた。

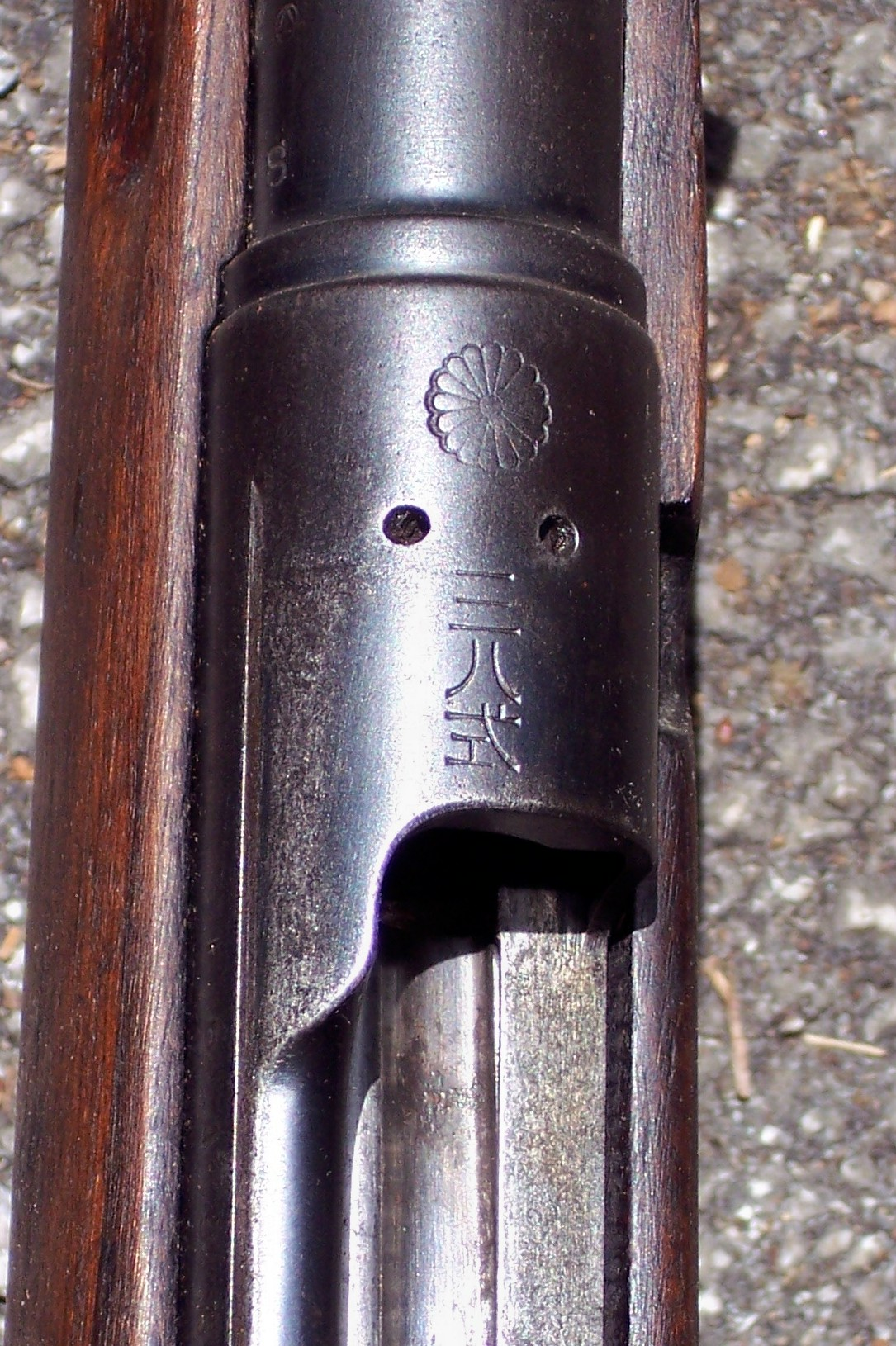
菊花紋章が完全に残る三八式

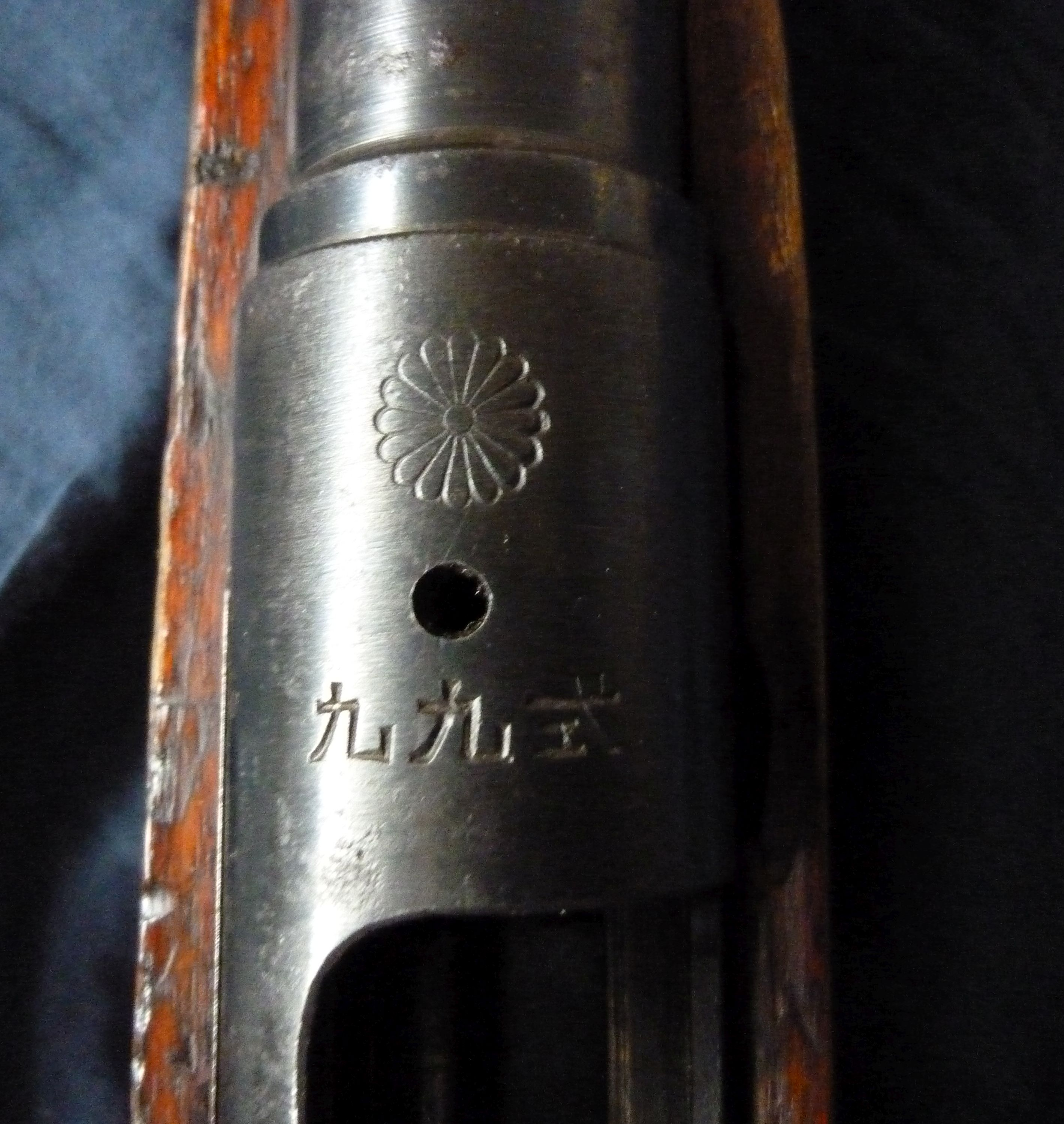
菊花紋章が完全に残る九九式

軍用ボルトアクションの機構を持つ有坂銃は、大日本帝国陸軍と大日本帝国海軍にて用いられ、第二次世界大戦以前にはイギリス海軍、ロシア帝国陸軍、フィンランド陸軍、アルバニア陸軍でも使用された。中でも、ロシア革命時のチェコ軍団はほぼ全軍が三十年式や三八式で武装していた。第二次大戦中に鹵獲された多くの有坂銃が戦後も大韓民国、中国、タイ王国、カンボジアなどで使用されたが、1945年の日本の降伏と共に突如として全ての小銃と実包の生産が停止した事から、有坂銃はすぐにより新しい銃に置き換えられる形で姿を消していった。ほとんどの日本軍の兵器が東京湾に投棄された事から、予備の弾薬もすぐに枯渇する事となった。しかし、中国では鹵獲した有坂銃を使用する為に6.5×50mmSR弾と7.7×58mm弾の製造が続けられた。

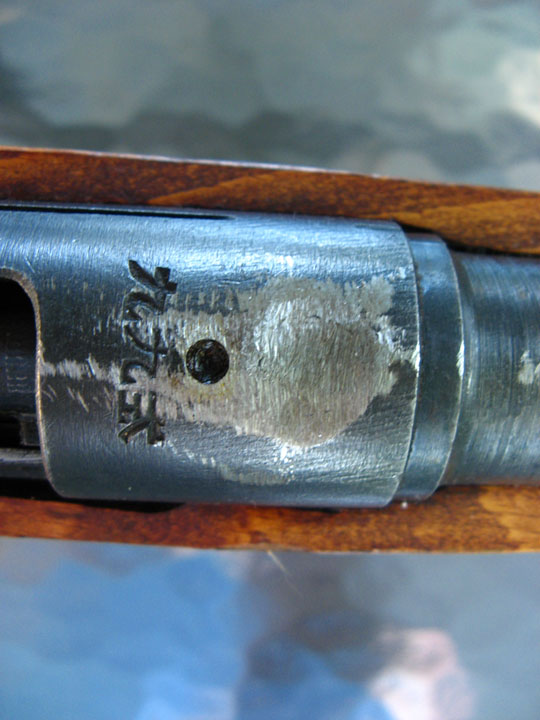
菊花紋章が完全に削り落とされた九九式

制式採用された全ての軍用有坂銃には、インペリアル・シール(Imperial Ownership Seal)または、16花弁のキク属を模した十六八重表菊(菊花紋章、欧米ではクリサンセマムまたは単にマムとも)が、レシーバー上部に刻印されていたが、しばしばこの紋章は鑢掛け、削取り、圧搾等の手段により毀損された状態となっている。これには、武装解除に当たって日本軍側から有坂銃の引き渡し条件として提示されたとする説、或いはアメリカ兵が戦利品として戦場より持ち帰る際に削り取るようにアメリカ軍内で指導されたとする説の相反する主張が存在するが、公的には日本軍、米軍双方とも紋章の毀損を要求した公文書は残されていない。紋章が現存する有坂銃のほとんどは日本国内の展示施設に現存するもので、ごく少数が武装解除前に戦利品として獲得されたものや、中国軍により鹵獲された経歴を持つものとして海外の銃器市場に残されている。中国で鹵獲された有坂銃のいくらかは、その後アメリカ合衆国へ輸出された。その中には薬室を7.62x39mm弾に改造された三八式騎銃と四四式騎銃なども含まれていた。この改造を施された三八式騎銃と四四式騎銃は非公式にType 38/56カービンと呼ばれている。一方、国民党軍により鹵獲された三八式と九九式のいくらかは、7.92×57mmマウザー弾用に改造された。この改造を施された三八式騎銃はレシーバーが幾らか切り取られた事で元の刻印が無くなった為、新たに七九二式なる型式が刻印されている。
菊花紋章は多くは完全に削り落とされたが、いくつかは単に鑢で表面を荒らされたり、鑿で引っ掻き傷を付けられただけか、または鏨で何度も菊花の外周を打ち付けられて0の数字を描くような模様を上書きされたものも存在した。後者は通常、日本軍の軍務から退役した(即ち、皇室財産で無くなった)有坂銃に対して用いられた手法で、学校教練向けに貸与されたり他国向けに販売された銃にも適用されており、実際に英国海軍の陸上部隊は第一次世界大戦にてSMLE Mk.Iが配備されるまではこのような三八式を用いていた。

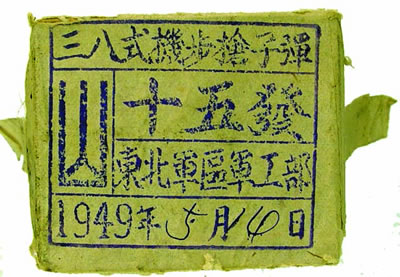
終戦後の1949年に中国で製造が継続されていた6.5mm×50SR弾の包装。名称も三八式機関銃・小銃弾となっている

ごく少数ではあるが、三八式は1910年にメキシコ合衆国への輸出向けに製造され、菊花紋章の替わりにメキシコの国章が刻印された。しかし、その多くはメキシコ革命には間に合わず、余剰分は第一次世界大戦期に帝政ロシアへと売却された。輸出総数はメキシコへ50万挺、ロシアへは60万挺余りとされる。帝政ロシアには三八式以外にも三十年式や三十五年式も幾らか売却されたと見られ、ソビエト連邦となった後に勃発したスペイン内戦にて、スペイン人民戦線側に7.92×57mmマウザー弾に改造されて供給されたものが現存している。また、1923年から1928年に掛けて、タイ王国向けに8×52mmR弾仕様の三八式歩兵銃である66式小銃が、約5万挺輸出された。66式のレシーバーにはタイ王国軍の紋章であるチャクラが刻印されている。
有坂銃は日中戦争(支那事変)勃発以降、中国国内の武器工廠でコピー製造されたものも若干存在し、米国市場に比較的程度の良い物が現存している。中でも日本軍支配地域の工廠で製造された北支一九式小銃は、大戦末期の武器不足を補う為、後備部隊に配備されたという証言が残っている。

### 第二次世界大戦後
有坂銃は、駐留していた旧日本軍の武装解除が行われた国や地域では、そのままの状態もしくは弾薬変更の為の薬室改造などを経て軍用銃として配備されていた例もあったが、冷戦体制下では多くの国が西側諸国または東側諸国の軍事援助を受けた為、有坂銃は東西両陣営の新鋭の自動小銃や突撃銃に急速に置き換えられ、或いは有坂銃と共に接収された実包の枯渇と共に退役し姿を消していった。イギリス連邦下のSMLE小銃や旧共産圏諸国におけるモシン・ナガン小銃のように、現在でも組織的に制式小銃として実戦部隊に配備されている例は皆無であり、ごく僅かに東南アジアの反政府武装勢力が実戦で使用している例が残るにすぎない。
日本の自衛隊も警察予備隊時代の一時期に.30-06弾用に改造された九九式口径.30小銃を配備していた。1950年のM1カービン、1951年のM1ガーランドの供与に次いで、約7万5千挺がGHQにより日本側への返還が行われ、薬室改造を施した上で予備装備として1952年より運用が始まったが、九九式口径.30小銃は制式型、戦時型、二式小銃などの部品が入り混じり互換性を失っていた事、弾薬統一のために.30弾薬M2を使用できるように改造した事で、その重量の軽さ（M1ガーランドに比べ12%軽い）も相まって反動が増加しており、銃身側に特に改造を加えずに本来よりも口径の小さな弾頭を発射する事により、弾道特性や集弾性も悪化した。カービンやガーランドですらも幾多の戦闘を経て老朽化しており、様々なレベルでの故障が発生したが、これは九九式口径.30小銃も例外ではなく、後年には「安全装置を掛けていても、引き金を引くと発火する」「発砲中に銃身が割れる」といった問題が多発した。新小銃（後の64式）の開発が行われている最中の1961年には、検査の為に500挺の九九式口径.30小銃が豊和工業に持ち込まれ、九九式の開発に関わり、64式の開発を手掛けていた岩下賢蔵も加わって行われた検査の結果、遊底、撃針(撃茎)、安全子(撃茎駐胛)の合格点数はゼロ、尾筒は2個、撃針止バネ37個が合格するに留まるという有様で、銃として満足できるものは1挺もなかった。この結果を報告された陸上幕僚監部は、即刻九九式口径.30小銃の射撃禁止措置をとった。
こうした事情もあり、64式小銃配備を前にして有坂銃は速やかに退役させられ、64式小銃配備後も儀仗用としてはM1ガーランドが選択され、旧日本軍の色濃い有坂銃を組織内に残す事をしなかった為、アメリカ軍におけるM1903小銃のように儀仗銃として母国の軍事・公安機関で現用品として余生を送る機会も与えられなかった。
有坂銃の現存の状況は、戦前に民間に払い下げられた為に村田式散弾銃として現在も往時の姿を僅かに日本国内に残す村田銃とも異なる。敗戦時に日本国内で進駐軍に接収された膨大な数の有坂銃はほとんど全て廃棄処分された為、旧イタリア王国のカルカノM1938ほど多く欧米の銃器市場にも現存していない。有坂銃を製造していた砲兵工廠や関連する軍需産業も敗戦と共にほとんどが解体・消滅させられ、僅かに生き残った後裔企業や、その他の銃器メーカーも有坂銃の構造的な特徴（有坂アクション）を引き継がなかった。このことから、旧ドイツ第三帝国のモーゼル・Kar98k(モーゼル・モデル98)や、旧オーストリア・ハンガリー帝国のステアー・マンリッヒャー・ショウナワー(ステアー・マンリッヒャークラシック)の様に、当時の軍用アクションをそのまま製品化した民生向けライフル(シビリアンモデル)が製造される事もなく、南部式拳銃の系譜共々、有坂銃の技術的な系譜は完全に断絶したまま現在に至っている。
ただし、民間の狩猟・標的射撃向けとしては、現在でも民間弾薬メーカーによる6.5mm及び7.7mm実包の市場供給が続いている為、海外では愛好家の手により多くの有坂銃の現存品が現役の猟銃として使用され続けている。銃刀法の規制により、そのままの姿での日本への里帰りは無可動実銃を除いては難しい状態であるが、着剣装置の除去や銃床交換などによる外見のスポーツライフル化、或いは410ゲージ散弾銃への改造などを経て許可銃としての逆輸入を果たし、日本国内で運用されている例も散見される。

## 構造的特徴
有坂銃は90度の開閉角度を持つコックオン・クロージング方式の回転式ボルトアクションで、構造上は1ピース構造で先端に2つの閂子(ロッキングラグ)を有する遊底(ボルト)を持つ為にモーゼル系列に分類される。コックオン・クロージング方式ではあるが、実際は槓桿(ボルトハンドル)を起こすと1/3程撃茎(ストライカー)がコッキング(ハーフコック)され、一度薬室を開放して遊底を再び閉鎖する際にコッキングが完了(フルコック)する、コックオン・オープニング方式との中間的な動作である。槓桿は一部の狙撃銃版を除いて、ストレートタイプが採用されている。弾倉はフロアープレート方式の箱形五発内蔵弾倉で、装填は薬室を開放して排莢口から1発づつ押し込んで行うが、ストリッパークリップ式の挿弾子を用いる事でより素早い装填が行える。フロアープレートは残弾が無い際には包底面に干渉して遊底の閉鎖を阻止する為、これにより射手に残弾が無くなった事を知らせる仕組みである。弾倉からの脱包は用心金(トリガーガード)内に設けられたフロアープレートのストッパーを解除して、フロアープレートを開放する事で行われる。銃床は桜材を用いており、銃尾部は上下2分割構造とする事で、木材の有効活用を図っている。
前身の村田銃との比較では、十三年・十八年式村田単発銃は槓桿を起こした時にコッキングが完了するコックオン・オープニング方式で、槓桿と機関部(レシーバー)の嵌合部以外に閉鎖機構を持たず、抽筒子(エキストラクター)こそ備えられているものの、蹴子(エジェクター)を有さなかった為に排莢を完了するには手で直接薬莢を排除する必要があった。しかし有坂銃は包底面(ボルトフェイス)に閂子や可動式の蹴子が設けられ、槓桿自体も補助的な固定式閂子(リアラグ)の機能を果たす事で、より強力な弾薬の使用や素早い排莢を実現できた。また遊底止(ボルトストッパー)は、村田単発銃のマイナスネジによるものからラッチ式に変更されたので、部品の紛失のリスクが無くなり、遊底の脱着もより迅速に行えるようになった。さらに二十二年式村田連発銃は、銃身と平行して管形八発弾倉を有していたが、装填の作業性に難があり重量バランスが悪く、詰め込まれた弾頭が実包底部の銃用雷管を突く事による弾倉内での弾薬の誘爆事故を防ぐ為に、平頭弾頭しか使用できない事から弾道特性や集弾性の悪化を招いていた。これに対し有坂銃は一般的な箱形弾倉を採用した事で装弾数は減ったものの、挿弾子による素早い装填やより良い重量バランスの獲得、尖頭弾頭の採用による高い集弾性能を実現できた。これらの構造の相違から、有坂銃は村田銃と比較してはるかに高い射撃性能を持つと見なされている。
最初に登場した三十年式は同時期のモーゼルM1896(スウェディッシュ・マウザー)を参考にしたとみられ、村田銃や同時期の他国のボルトアクション同様に、ボルト後端にコッキングと共に後退する撃茎(コッキングピース)を有しており、撃茎の前進を阻止する事で撃発を防止するセーフティ(安全装置)が備えられていたが、全面改良型の三八式では遊底内部の構造が大きく改められ、これをもって有坂銃は完成形となった。それに先だって三十年式の一部改良型である三十五年式海軍銃では、日露戦争での砂塵による作動不良の戦訓を踏まえ、手動式の遊底覆(ダストカバー)が備えられた。この構造は続く三八式にも受け継がれ、遊底と一体化して前後する自動式の遊底覆へと発展したが、もし遊底覆が銃に適合していないと、遊底の開閉時に若干の金属音を発する為、隠密行動を執る用途では任意で取り外される場合もあった。

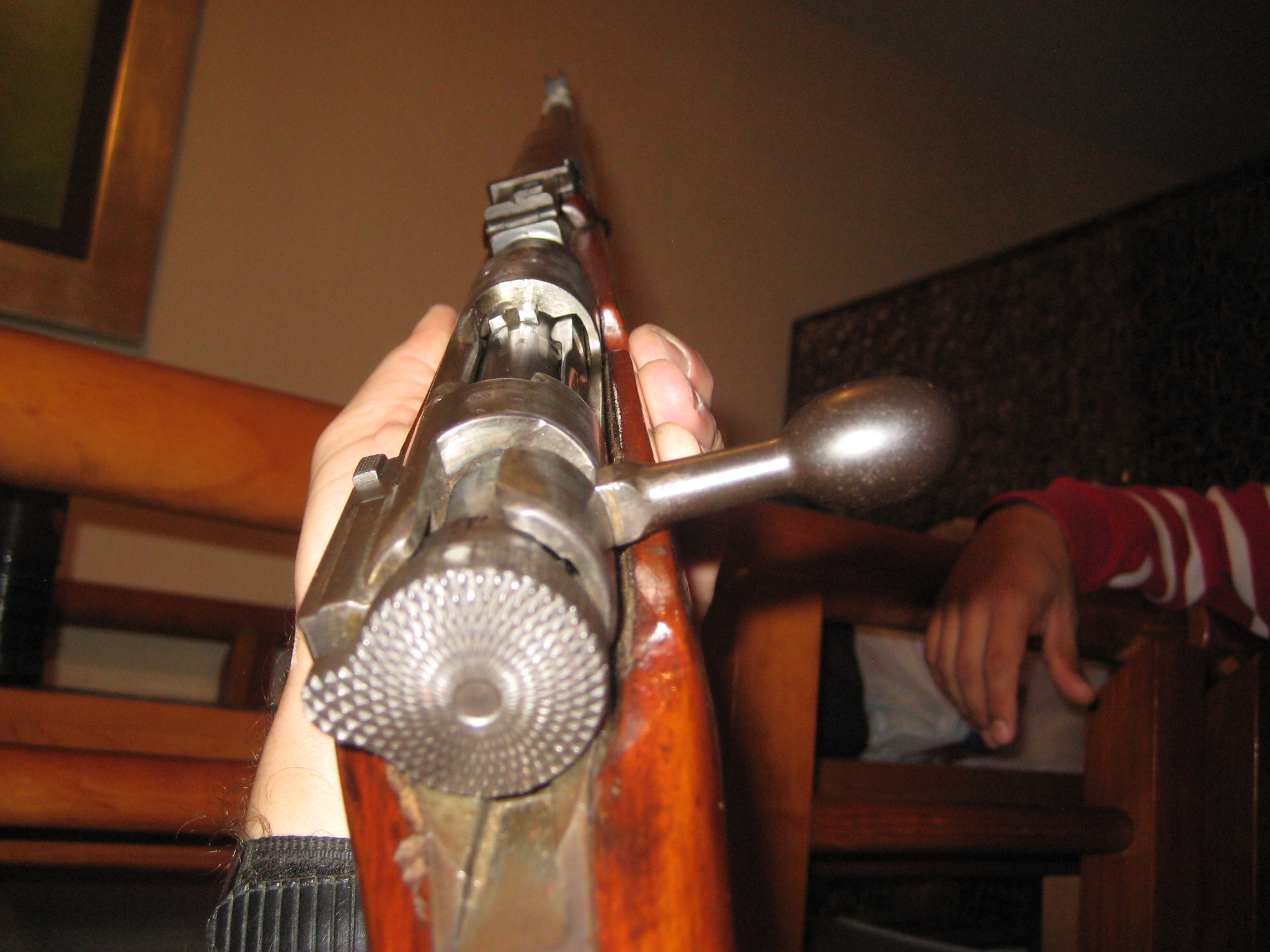
三八式初期型の撃茎駐胛、側面の突起（のちに溝）は安全位置では上方を指す

三八式では遊底後端の可動式の撃茎が露出する構造を廃し、代わりに撃茎を直接押さえる回転式の撃茎駐胛(げきけいちゅうこう、セーフティノブ)が撃茎後端を覆い隠すような形状で備えられた。この構造変更により、コッキングされているか否かを銃の外側から目視確認する事や、不発などの緊急時に撃茎を外部から直接引く事で再コックを行う事などは不可能となったものの、可動部分が減った為に部品点数が減り、Gew98と比較しても極めて簡素な構造となった他、撃茎駐胛が遊底後端の栓の役割も果たす事で、万一弾薬の異常高圧で包底面が破壊され撃針側に発射圧が吹き抜けた際に、撃針が撃茎ごと射手の顔面へ吹き飛ばされる可能性も大きく減じられる事となった。撃茎駐胛は外見は肩胛骨に類似した形状で、掌や指で押し回す事により操作する。三十年式では引金状のレバーを引いて右に回す事で撃茎を固定する構造であったが、酷寒の満州で分厚い防寒手袋をはめた状態での操作に難があるという戦訓により、右に押し回す操作方法に変更されたが、これにより寒暑に関係なく迅速な操作が行えるようになった。撃茎駐胛を安全位置(右方向)に回転させた際には突起が銃身上方に立ち上がり、射手に安全位置を明瞭に示すものとなっており、この際に撃茎側の切り欠きに撃茎駐胛側の切り欠きが噛み合う事で撃茎の前進を阻止する。同時に、機関部側の溝に撃茎駐胛側の突起が噛み合う事で遊底の固定も行われる。Gew98の旗安全器と異なり、安全状態で遊底の固定のみを解除するポジションは存在しない2ポジション式である。なお、この際に引鉄(トリガー)は固定されないので、引鉄を引く事自体は可能である点が、後世のスポーツライフルとの違いである。撃茎駐胛は遊底開放状態でノブのみを取り外す事が出来るので、撃針折損時の交換作業は遊底を銃に付けたままの状態で行う事ができた。操作性自体も極めて良好で、他の日本軍の小火器と異なり、安全解除は銃を構えた状態で親指のみで行う事ができた。
引鉄側の安全機構としては逆鈎(シアー)の先端に避害筍(ひがいじゅん)と呼ばれる突起が設けられており、槓桿を完全閉鎖の位置に降ろした時のみに遊底側の溝と避害筍が噛み合うようになっているため、僅かでも槓桿が開放側に開いていると引鉄を引く事が不可能となる。また、撃茎は遊底のカムで後方に押し下げられる構造となっているが、約30度槓桿が開くと(閂子噛み合いが約70%以下となると)撃茎は万一逆鈎が破損して前進した場合でもこのカムに当たって撃針先端が包底面から出る事は無くなる。有坂銃は前者と後者の組み合わせにより不完全閉鎖時の発射不能を実現しており、前者の構造により引鉄を引いている際には槓桿の回転も行えなくなる為、発射瞬時の薬室開放不能をも実現している。この為、有坂銃は今日のボルトアクションと比較しても高い安全性を有しているとされている。
上記の安全策に加えて、薬室の上面（後述）とボルトの下面（三十年式では右上面）にはそれぞれガス抜き用の小穴が設けられ、また撃茎（ストライカー）は後半分が太くなるよう加工されており、もし異常腔圧が発生した際に、高圧ガスが後方へ吹き抜けるのを予防するよう配慮されている。ボルトハンドルの基部は閉鎖状態でレシーバー側とかみ合っており（ただし接触せず僅かなすき間がある）、万一ボルト先端のロッキングラグが破断した場合に、ボルトが後方へ抜け出るのを防止するセーフティーラグを兼ねている。
三八式以降の銃身側の特徴としては、極めて分厚い薬室と銃身内部のクロームメッキ処理が挙げられる。有坂銃の薬室の肉厚は64式小銃の開発者の一人でもあった伊藤眞吉の資料では、九九式は62式機関銃(8.6mm)やGew98(10.7mm)を凌駕する11.4mmの厚さを備えており、異常高圧時に発射ガスを銃身上方に抜く為のガス抜き孔が1つまたは2つ設けられていた。九九式からは銃身内部にも末期型を除いて銃身命数を延長する目的で分厚いクロームメッキが施され、施条(ライフリング)が保護されている事により、今日でも良好な集弾性能を発揮する要因となっている。包底面に備えられた抽筒子も極めて大きな鈎爪状のものが採用されており、これらの構造上の特徴から、有坂銃は極めて簡素かつ堅牢な構造を有しているともされている。
また、有坂銃は多くは1mを超える長い全長を持ち、30cmから40cmもの刃渡りを持つ銃剣を組み合わせる事で、銃剣術を極めて強く意識した運用が行われた。有坂銃のこの設計思想は銃剣道における木銃の寸法のみならず、今日の陸上自衛隊や日本の警察の小銃の運用思想や白兵戦術に至るまで強い影響力を残し続けている。

### 商品としての短所
上述の通り、有坂銃はボルトアクション小銃としては極めて堅牢な構造と多重の安全機構を持ち、モーゼルのM98アクションと並んでボルトアクションの横綱と評される事も多いが、上述の技術的特徴が表裏一体で(モーゼルM98アクションを下敷きとした)現代的な設計のボルトアクションと比較した際の有坂銃の短所ともなっている。
コックオン・クロージング方式は薬室開放時の槓桿の操作力の低減の面では、モーゼルのコックオン・オープニング方式と比較して分があるが、閉鎖時の操作力はコックオン・オープニング方式と比較して大きな力が必要となり、開閉操作のスムーズさにもやや欠けるとされ、不発の際の素早い再コッキングも行えない短所がある。撃茎を覆い隠してしまう撃茎駐胛による2ポジション式安全装置は、頑丈ではあるものの射撃場においてはコッキングの状態を外見から目視確認できない安全上の不安要素となり、モーゼルの3ポジション式旗安全器のように撃針を固定した状態での薬室開放が不可能な為、極めて低い確率ではあるが脱包の際の薬室解放前の引鉄の誤操作、或いは薬室開放中の逆鈎の破損に起因する暴発を阻止できない欠点がある。現在コスト上の理由で2ポジション式を採用する場合、豊和M1500(ウェザビー・バンガード)やレミントンM700のように、「逆鈎を固定する方式」としてボルトの固定機能を廃してでも薬室解放時の安全性を優先するのが基本である。
避害筍による引鉄の安全機構は、上記の2ポジション式安全装置の欠点をある程度補う効果こそ期待できるものの、時として撃茎駐胛の安全解除(左回転)の際に槓桿が動いて発射が不能となる不具合をもたらし、運用上もコックオン・オープニングの多くの銃で可能な「引金を引きながらゆっくりボルトを開閉する事で、撃針を安全にデコッキングする」操作が行えず、必ず空撃ちか発射を行わねばならない。モーゼルを始めとするコックオン・オープニング式は、コックオンのカムの構造上、たとえ槓桿が多少上がった状態で撃針を落としたとしても、撃針がカムに衝突して槓桿を強制的に閉鎖方向へ動かす動作を行う為、避害筍のような安全対策を採る必要がない。また、「発射瞬時の開放不能」という機能性に関しては、53式信号拳銃などの元折式の鉄砲で発射瞬時に完全解放に至る事故事例が数例あり、1980年代初頭までのウィンチェスターブランドの散弾銃ではこうした事故を防ぐ対策が採られていた例もあったが、元より極めて発生頻度の低い事例である為に、今日販売される民生銃器ではこうした構造はほとんど省略されている。
極めて分厚い薬室と銃身のクロームメッキは、制式採用後100年近くを経過した現在でも良好な射撃性能を発揮する要素の一つとはなってはいるものの、(兵士の寿命と一体である事を前提とした)消耗品としての軍用銃、(短いライフサイクルでのモデルチェンジを前提とした)商品としての民生小銃としては過剰性能でもある。また、純粋な静的射撃用ライフルとしてはライフリングの均一性を損ねる要素となるため、銃身内へのクロームメッキは忌避される事が多い。

## 種類
大日本帝国陸海軍に制式採用されたもののみを列挙する。試製銃や模造銃等については各型式の個別項目を参照されたい。

### 三十年式
有坂銃の最初のモデル。6.5×50mmSRの三十年式実包を使用。製造数554,000挺。

#### 三十年式騎銃
三十年式のカービン(騎兵銃)版で、300mm銃身が短い。製造数45,000挺。

### 三十五年式
正式名称は三十五年式海軍銃。6.5×50mmSRの三十年式実包を使用。
三十年式をベースに南部麒次郎少佐が海軍陸戦隊向けに改良。照準器の表尺板をスライド式から扇転式に、また手動開閉式の遊底覆（ダストカバー）を追加している。このダストカバーは後に45式サイミーズ・マウザーでも採用されている。操作性向上の為、槓桿や引金型安全器のフックが大型化され、雷管破断によるガスの吹き抜け防止策として遊底本体へのガス抜き穴の追加、包底面の改良が行われた。また薬室への給弾をより良くする為、弾倉の改良などが行われた。

### 三八式
南部麒次郎少佐が設計。6.5×50mmSRの三八式実包を使用。三十年式実包も使用できる。取り回しの改善の為の三八式短小銃と呼ばれる短小版も存在し、全長は歩兵銃と騎兵銃の中間程度である。
有坂銃で最も多く生産された型式で、最も一般的な存在である。設計された1905年から1942年まで約3,400,000挺が製造された。

#### 三八式騎銃
三八式の騎兵銃版で、300mm銃身が短い。主に輜重兵などの後方要員により使用された。

#### 三八式改狙撃銃
三八式歩兵銃としての製造後に精度が優秀な物が選抜され、九七式狙撃銃と同様の改修が施されたもの。レシーバーに三八式の刻印が刻まれている点を除けば、九七式との外見の差はほとんど無い。

### 四四式騎銃
三八式をベースにした騎兵銃。6.5×50mmSRの三八式実包を使用。三十年式実包も使用できる。際だった特徴は折り畳み式のスパイク式銃剣と、銃床内に収納された2本継ぎのクリーニングロッドである。元々は騎兵専用に設計されたが、輜重兵などの後方要員にも使用された。

### 九七式狙撃銃
旧日本軍の２つの主要な軍用狙撃銃のうちの一つ。6.5×50mmSRの三八式実包を使用するが、より良い命中精度、軽い反動、銃声やマズルフラッシュの抑制などの為に、十一年式軽機関銃や九六式軽機関銃向けに用いられた減装薬弾を使用した。工場出荷時にゼロイン調整された九七式照準器(2.5倍率)を装備。
大まかに22,500挺が製造された。

### 九九式短小銃
三八式歩兵銃の後継小銃。7.7×58mmの九九式普通実包を使用。無起縁式化された九二式普通実包や九七式普通実包も使用できた。
1939年に銅金義一大佐(のち少将)により設計され、その後1941年から1945年までに約2,500,000挺が製造された。九九式は第二次世界大戦で最も一般的な日本軍の制式小銃であり、有坂銃で2番目に著名な型式でもある。三八式からの大きな変更点は照門のVノッチ型からピープ型への変更、照星のブレード型から三角型への変更、銃身内へのクロームメッキ、初期型における対空照尺の装備である。他にも生産性向上の為、レシーバー後部の槓桿収納部分の縮小化や、用心金等へのプレス加工部品の多用、部品脱落のリスクのあったフロアープレートへの蝶番追加など、三八式からの変更点・改良点は多岐に渡る。
派生型として全長が短小銃の1118mmから1258mmに延長された九九式長小銃(製造総数38,000挺)が存在した。短小銃もその品質により初期型、中期型、終末型へと変化を遂げた。

#### 九九式狙撃銃
旧日本軍のもう一つの軍用狙撃銃。後者の方が数が多いが、長小銃または短小銃の双方に基づいて製造された。7.7×58mmの九九式普通実包を使用。無起縁式化された九二式普通実包や九七式普通実包も使用できた。より大口径でパワフルとなった口径により、反動は強くなったものの風による影響を受けにくい弾道特性を得る事ができた。照準器は九七式照準器(2.5倍率)の他、九九式照準器(4.0倍率)が装備され、後に九九式照準器をベースに倍率調整機能を有する試作品の開発も行われた。それぞれの照準器には専用のホルスターが用意され、しばしば小銃と分離して携行された。
旧日本軍では狙撃兵は各部隊から射撃技能の高い者が選出され、与えられる狙撃銃はその兵士が所属する部隊に配備されている小火器の口径に依存していた。即ち、所属部隊の配備小銃が6.5mmである場合には九七式狙撃銃、7.7mmである場合には九九式狙撃銃が与えられた。
製造は1942年5月より始まり、製造総数は約10,000挺。

### 二式小銃
陸軍挺進連隊及び海軍空挺部隊の為に開発されたテイクダウン・ライフルで、唯一の量産小銃である二式小銃は二式テラ銃の別名を持ち、九九式短小銃をベースに製造された。それ以前には試製一〇〇式と試製一式及び、試製テラ銃の3つの試作品が存在した。二式小銃は7.7×58mmの九九式普通実包を使用。無起縁式化された九二式普通実包や九七式普通実包も使用できた。
二式小銃は銃身及びハンドガードと、機関部及び銃床からなる2つの部品に分離する事で、コンパクトに携帯する事ができた。1942年から1944年に掛けておよそ19,000挺が製造された。

## 銃剣

### 三十年式銃剣
三十年式小銃と同時に制定された剣型の三十年式銃剣は、三十年式騎銃と四四式騎銃、最末期に製造された一部の九九式短小銃を除く全ての有坂銃に着剣する事ができる。二十種類以上のバリエーションがあり、更には初期・中期・後期生産型に分類される。変わったところでは、軽機関銃の九六式軽機関銃や九九式軽機関銃や、サブマシンガンの一〇〇式機関短銃や試製二型機関短銃にも装着する事ができた。なぜこうした仕様であるかについては研究者の間でも諸説あり、銃剣格闘が目的ではなく連射時の銃口を安定化させるバラストの役割を期待されたとも言われている。
製造総数は約8,400,000振。

### 三十五年式銃剣
三十五年式海軍銃用の銃剣。基本的な形状は三十年式銃剣と共通であるものの、駐爪が追加されている。

### 四四式騎兵銃剣
四四式騎銃に固定装備されたスパイク型の銃剣で、折り畳んでハンドガードに収納する事ができる。展開時も銃身に干渉しない。馬乗する騎兵での運用を第一に考えられた銃剣で、製造時期により大まかに3種類に分類される、銃への取り付け部が段階的に強化されている。
四四式騎銃以外では、1939年に九九式小銃の制定と共に四四式騎銃の7.7mm版として試作された試製7.7mm騎銃 第二案や、二式小銃の直接のプロトタイプとなったとみられる試製テラ銃(試製九九式テラ銃とも)にて四四式騎兵銃剣が用いられたが、いずれも制式採用には至らなかった。

### 二式銃剣
三十年式銃剣は空挺兵の個人携行品としては長すぎた為に、この問題に対処すべくナイフ型の二式銃剣が開発された。全長は三十年式よりも約20cm短い32.3cmである。主に挺進連隊に配備された二式テラ銃や一〇〇式機関短銃にて用いられた。
製造総数は約25,000振。

## 運用国
- 大日本帝国/ 日本: 大日本帝國陸海軍で使用。戦後は警察予備隊、保安隊、自衛隊にて九九式口径.30小銃を一時期のみ運用。
- 中華民国/ 中国: 旧日本軍から鹵獲又は接収。一部はコピー製造。
- 韓国: 旧日本軍から接収した九九式を.30-06弾仕様に改造し、朝鮮戦争初期に約13万挺を運用[13]。
- 北朝鮮: 旧日本軍から鹵獲又は接収。
- コロンビア: 旧日本軍から鹵獲又は接収。
- インドネシア: 旧日本軍から鹵獲又は接収。
- マレーシア: 旧日本軍から鹵獲又は接収。
- ロシア: 第一次世界大戦時に三八式を購入。
- タイ: 8mm弾仕様とされた三八式を購入。サイミーズ・マウザーの弾薬(8x52mmR、66式弾薬)を使用し、タイでは66式小銃と呼称される。
- フィンランド人民委任団: 様々なモデルが左派赤衛軍によりフィンランド内戦で運用。
- フィンランド: 冬戦争、継続戦争にて三八式を運用。
- イギリス: 1921年まで、三十年式や三八式を混成して第一次世界大戦向けの訓練大隊にて運用。イギリス海軍は陸軍からリー・エンフィールド銃の供給を受けるまでは有坂銃を運用。
- エストニア: エストニア独立戦争にて、エストニア防衛同盟が.303ブリティッシュ弾仕様の有坂銃を運用。

## 米国内での現状
全ての鹵獲された外国製の銃器に共通の事であるが、第二次世界大戦後期、特にラストディッチ・モデルと呼ばれる終末型は製造品質が大きく低下しており、それらの銃器に対して米国内の銃工が施した加工も要因となり、今日これらを発射する事はそれなり以上の危険を伴う。有坂銃の弾薬は多くは戦場で拾われた土産であり、終戦直後は米国内でも容易に再入手が可能な状況ではなかった。その為、当時多くの有坂銃が入手が容易な口径に銃腔を拡大されるか、薬室加工を施されていた。また、時に米国へ運び出される折に潜在的なサボタージュとして、有坂銃を動作不可能な状態に毀損(demilled)する事も行われていた。それはレシーバーへの損傷や一部の部品の除去などの手段で行われた。
なお、この時期の米国内での有坂銃の加工に関する逸話として、九九式終末型などにおける事故事例などの悪評が残る一方で、初期の有坂銃の頑丈さを示す例として、三八式の薬室のみを.30-06仕様に拡大し、銃身はそのままの状態で.30-06を発射したところ、.308の弾頭が.264まで鉛筆のように細長く押し潰された状態で発射され、銃身・薬室共に異状が見られなかったという事例が写真付きでアメリカン・ライフルマン誌に掲載された事があるという。
また、戦後の米国で独自のカスタムライフルや様々なワイルドキャット・カートリッジの制作者として名を馳せた伝説的なガンスミス、パーカー・オットー・アクレイは、戦後間もなくの時期にモシン・ナガン、リー・エンフィールド、M1917エンフィールド、Kar98k、スプリングフィールドM1903小銃、九九式短小銃を収集し、自身が製作した極めて強力なマグナム装弾を用いてどの国の制式小銃が最も強固であるかを検証(破壊試験)したところ、九九式短小銃が列国の制式小銃で最も頑強な構造を持つ事が実証されたという。米陸軍はアクレイの破壊試験に協力し、アクレイから上申された報告に基づき、旧日本軍から接収し保管されていた九九式短小銃の多くを.30-06弾仕様に改装し、韓国軍や警察予備隊に供給する事を決断したとされる。但し、アクレイ自身は有坂銃自体については「極めて強固ではあるが、(カスタムベースとしては)望ましくない要素も多く含まれている。私は強固さと理想が混同されるべきでないと考えており、故に有坂銃に多くの投資を行うべきでないとも考えている。」とも評していた。アクレイは有坂銃を生み出した日本の製銃技術に一定の評価を与え、1966年には日本の銃器メーカー(何処であるかは明言されていない)が製造したモーゼルM98型のライフルを右射手用・左射手用合計で150挺程を輸入し、日本製のテレスコピック・サイト共々、自身の名を冠して販売していた。

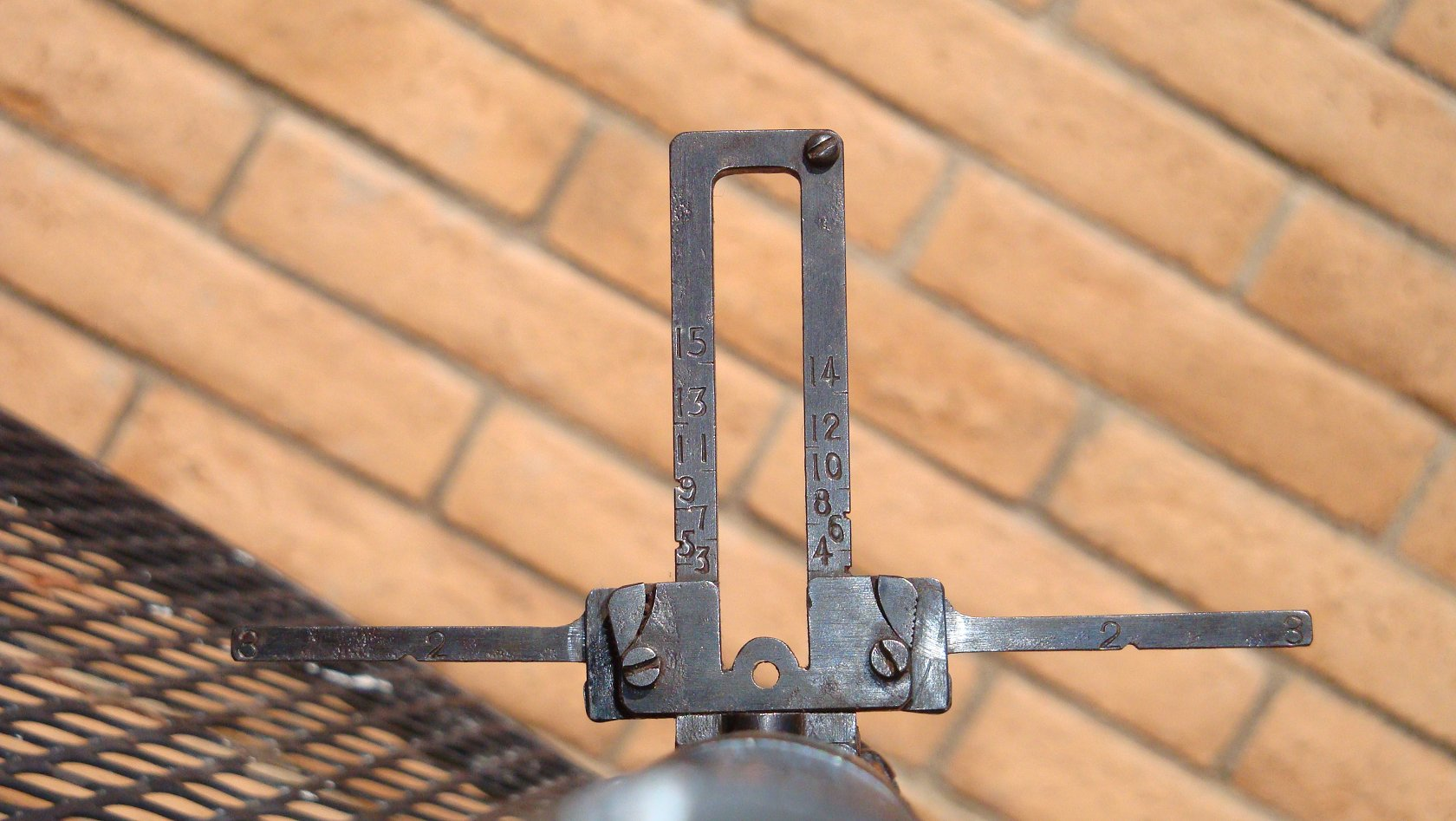
対空照尺を開いた九九式の照門

アクレイらによる事例以外では、米国内の三八式は6.5×.257 ロバーツ弾仕様に薬室を改造される事が多かった。この弾薬は.257 ロバーツ弾を基に、既存の銃身をそのまま活用できるようボトルネック化し、薬莢に6.5mm弾頭を取り付ける加工を行ったワイルドキャット・カートリッジである。九九式の場合は7.7×58mmから.30-06スプリングフィールド弾への薬室改造が行われる事が多かった。しかし、.30-06は薬室を5mm延長(58mmから63mmへ)すれば利用できたものの、弾頭の径が7.7mmよりも僅かに狭かった(.308)為、良い弾道特性を得る事が難しかった。九九式に最適な弾頭径は.310から.312である。
こうした改造を施された九九式と適合する弾薬を求める場合、.30-06の薬莢に大きな弾頭を取り付ける為の加工を施して製造する。ドイツの7.92×57mm マウザー弾に適切な.311径の弾頭を取り付けて使用するのも良い方法である。広く利用可能な.303ブリティッシュ弾の弾頭は、有坂銃のライフリングに適合したものである。現在ノルウェーのノルマ社は7.7×58mmの工場装弾及びリロード用の新品薬莢を提供しており、ホーナディも6.5mmや7.7mm双方の工場装弾を市場に提供している。7.7mmの薬莢は底部が.30-06よりも若干広いので、既に薬室加工などを施された履歴のある有坂銃であっても、所有者によってはこのような弾薬または薬莢を使用する方が好ましいかもしれない。当時の軍用装弾と類似した弾道特性を求める場合、弾頭及び装薬の品質が当時の軍用装弾に近い.303ブリティッシュ弾のサープラス・アモ(払下げ装弾)から、弾頭と装薬のみをオリジナルの日本軍仕様のリロードデータで7.7×58mm薬莢に移し替える事も行われる。
| 先代 村田銃 | 日本軍制式小銃 1898-1945 | 次代 旧日本軍の終焉 |

| 先代 M1カービン M1ガーランド | 自衛隊制式小銃 1952-1961 | 次代 M1カービン M1ガーランド |

## 写真帳

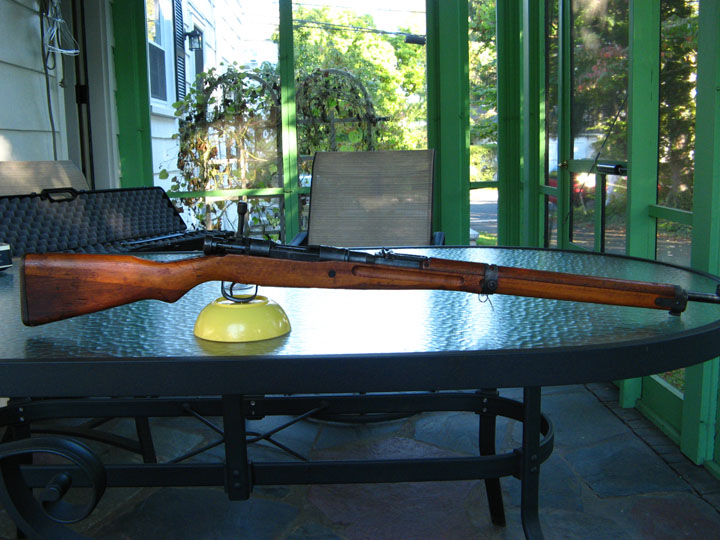
九九式後期型の全景
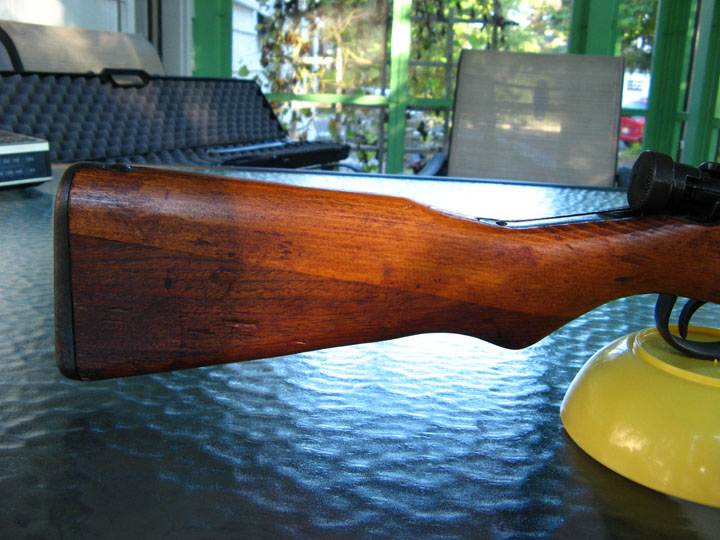
九九式の銃床
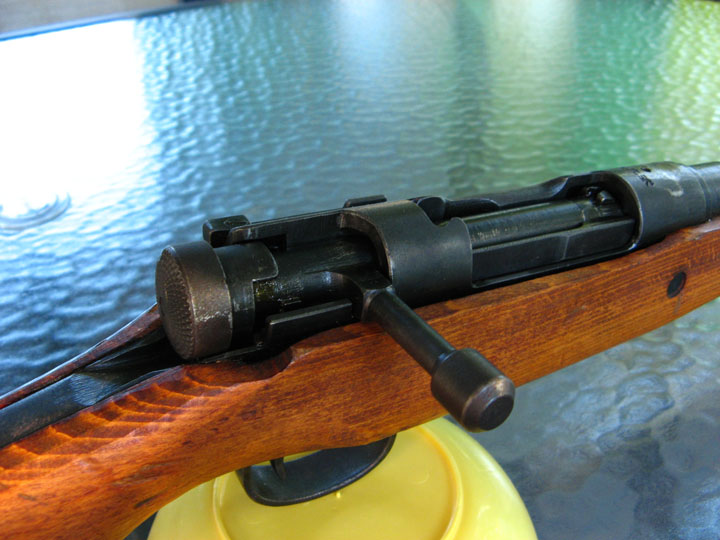
遊底を閉鎖した九九式
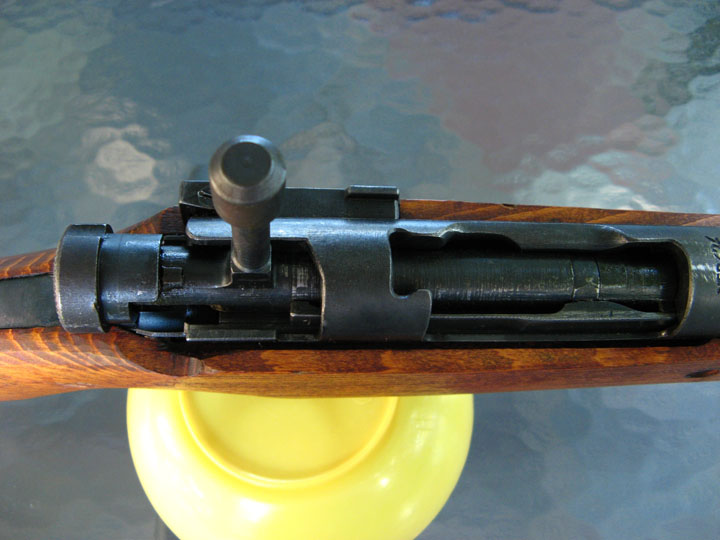
閉鎖解除中の九九式
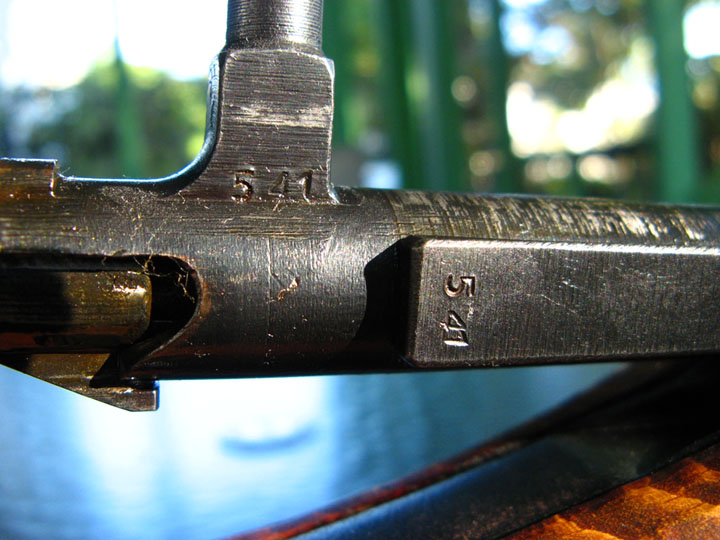
九九式の遊底の接写
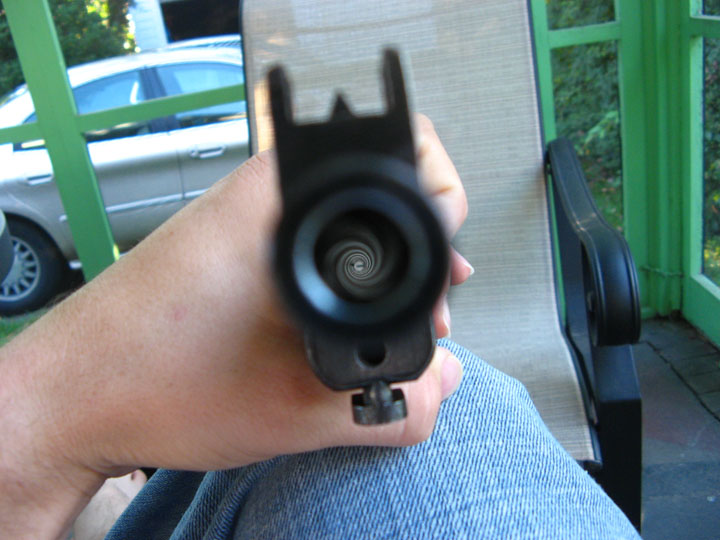
九九式の銃身と施条
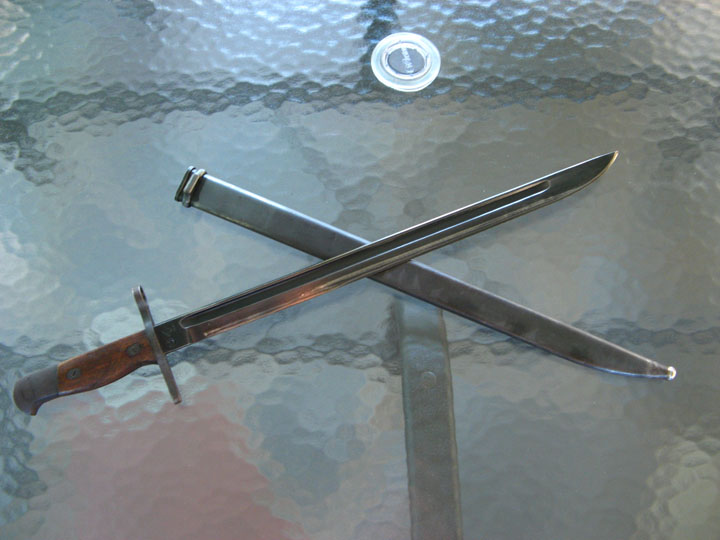
三十年式銃剣
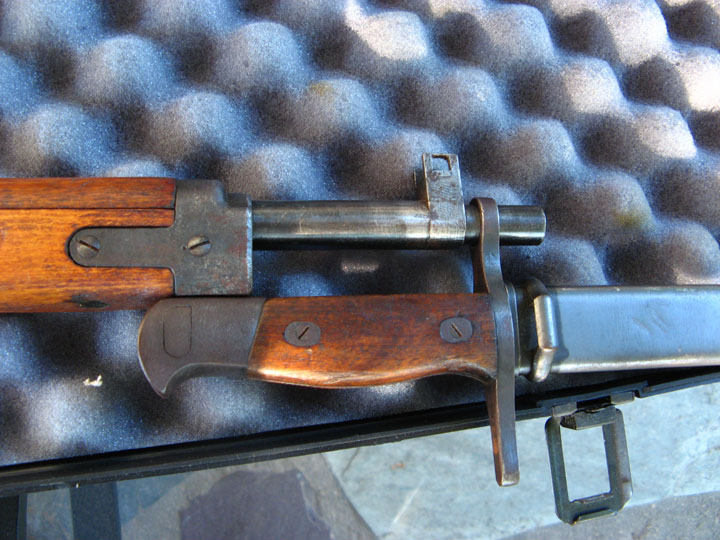
九九式への三十年式銃剣の着剣